# Nippon TV
Nippon Television Network Corporation (日本テレビ放送網株式会社 (Nhật Bản Televi  Phóng tống võng Chu thức hội xã) Nippon Terebi Hōsōmō Kabushiki-gaisha), thường được biết với tên Nippon TV, là kênh truyền hình có trụ sở ở vùng Shiodome của Minato, Tokyo, Nhật Bản do công ty xuất bản Yomiuri Shimbun quản lý.

## Anime

### A
- Air Master
- Astro Boy
- Anpanman
- Akaki Chi no Eleven (1970)

### B
- Barakamon
- Berserk
- Buzzer Beater
- Boku no Patrasche (Dog of Flanders)

### C
- Cat's Eye
- Claymore
- Chihayafuru

### D
- Death Note
- Death Parade
- Denpa Kyōshi
- Detective Conan
- Doraemon

### F
- Fighting Spirit
- Future GPX Cyber Formula

### G
- Gatchaman Crowds
- Ghost in the Shell: Stand Alone Complex - Solid State Society
- GJ Club
- Gokusen

### H
- Hell Girl
- Howl's Moving Castle
- Hunter × Hunter (2011)

### I
- InuYasha
- InuYasha the Movie: The Castle Beyond the Looking Glass
- InuYasha the Movie: Affections Touching Across Time

### K
- Kaiji
- Kiki's Delivery Service
- Kimagure Orange Road
- Kimi ni Todoke
- Kindaichi Shōnen no Jikenbo
- Kinnikuman

### L
- Les Misérables: Shōjo Cosette
- Lupin the Third: The Woman Called Fujiko Mine

### M
- Maho no Tenshi Creamy Mami
- Master Keaton
- Monster
- Majin Tantei Nōgami Neuro

### N
- Nana

### O
- Ouran High School Host Club

### P
- Parasyte
- Patlabor
- Pom Poko
- Porco Rosso
- Princess Mononoke

### R
- Real Drive
- Red Baron

### S
- Spirited Away
- Seitokai no Ichizon

### T
- Tenchi Muyo! GXP
- The Rose of Versailles
- Transformers: The Headmasters
- Transformers: Masterforce
- Transformers: Victory

### V
- Violet Evergarden

### Y
- Yawara! A Fashionable Judo Girl